# La Tour-d'Aigues
La Tour-d'Aigues é uma comuna francesa na região administrativa da Provença-Alpes-Costa Azul, no departamento de Vaucluse. Estende-se por uma área de 41.3 km². Em 2010 a comuna tinha 4 471 habitantes (densidade: 108,3 hab./km²).